# Adam Makowicz
Adam Makowicz (* 18. srpna 1940 Hnojník jako Adam Matyszkowicz) je polský klavírista a skladatel žijící v Torontu, který uvádí jazzové a klasické klavírní skladby i vlastní kompozice.

## Životopis
Adam Matyszkowicz se narodil v rodině etnických Poláků ve slezské obci Hnojník, která je dnes součástí České republiky v okresu Frýdek-Místek. Tato oblast byla na začátku druhé světové války anektována nacistickým Německem. Po válce se Adam Matyszkowicz ve svých 6 letech s rodiči přestěhoval do Polska a začal se hudebně vzdělávat pod vedením své matky. Později navštěvoval školu pro hudebně nadané děti a ve vzdělávání pokračoval studiem klasické hudby na Chopinově hudební konzervatoři v Krakově, ale studium přerušil kvůli svému zájmu o jazz. Vzpomíná, jak v polovině padesátých let objevil pořad Willise Conovera Music USA Jazz Hour, který každý večer vysílal Hlas Ameriky. To navždy změnilo jeho život. Před kariérou klasického pianisty, kterou si pro něj představovali rodiče a učitelé,  dal přednost novému životu plnému svobody a improvizace, kterou tehdejší komunistické úřady v Polsku považovaly za dekadentní. Do nového profesního života se pustil tím, že přešel z kariéry klasického pianisty na kariéru koncertního jazzového pianisty. Po dvou letech tvrdého života na hraně bezdomovectví (kromě školy musel opustit i svůj domov) získal pravidelné angažmá v malém jazzovém klubu Helicon ve sklepě jednoho z krakovských domů, kde mohl hrát a spát výměnou za domácí práce.
Spolu s trumpetistou Tomaszem Stańkem založili v roce 1962 skupinu Jazz Darings, která byla podle německého jazzového kritika a teoretika Joachima Ernsta Berendta prvním evropským kombem hrajícím ve stylu Ornetta Colemana. Moderní technika a široké hudební obzory vedly k tomu, že Adama zvali ke hraní významní polští jazzmani. Jeho schopnost "zapadnout do kapely" znamenala, že hrál ve stylově velmi různorodých kapelách. V roce 1964 zahájil Adam svou profesionální kariéru. Řada uznávaných vystoupení a nahrávek posílila jeho pověst v Evropě i ve Spojených státech. V 70. letech 20. století se jazz konečně dočkal uznání i v Polsku. Čtenáři polského časopisu Jazz Forum ho vyhlásili nejlepším jazzovým pianistou a za svůj přínos umění získal zlatou medaili.

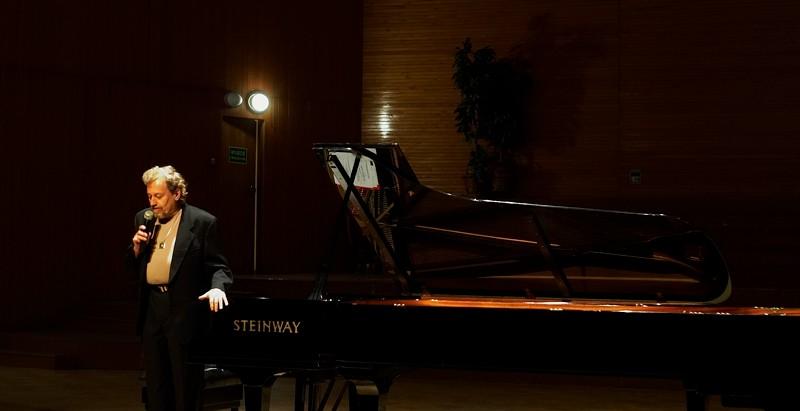
Adam Makowicz. Koncert v Rzeszowské filharmonii v říjnu 2006.

V roce 1977 se přestěhoval do USA, změnil si jméno na Makowicz a usadil se v New Yorku. Absolvoval desetitýdenní koncertní turné po Spojených státech, které  produkoval John Hammond. V té době natočil sólové album s názvem Adam on CBS. V 80. letech měl Makowicz zakázaný vstup do Polska poté, co polský režim zavedl stanné právo, aby potlačil hnutí Solidarita. V té době se zúčastnil iniciativy Ronalda Reagana nazvané "Let Poland Be Poland" a připojil se k mnoha umělcům a veřejně známým osobnostem.

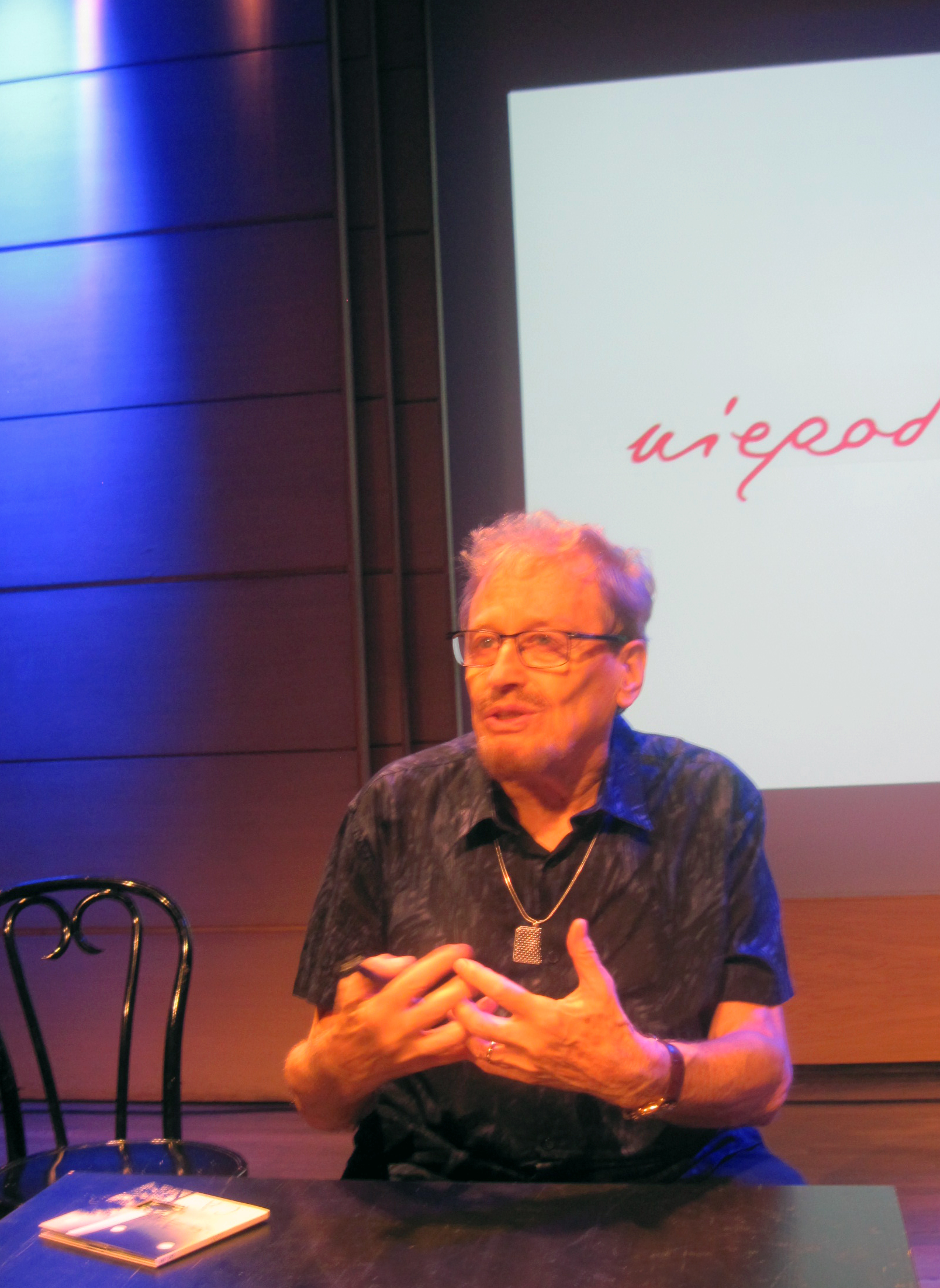
Adam Makowicz na letním jazzovém festivalu v Krakově r. 2018.

V průběhu roku 2000 se přestěhoval do kanadského Toronta a pokračoval ve své kariéře koncertního pianisty a nahrávacího umělce. Během své kariéry Makowicz vystupoval s významnými symfonickými orchestry, například s Národním symfonickým orchestrem, v Carnegie Hall, v Kennedyho centru a v dalších významných koncertních sálech v Americe i v Evropě. Nahrál více než 30 alb jazzové, populární a klasické hudby s vlastními úpravami skladeb Chopina, Gershwina, Berlina, Kerna, Portera, Rodgerse a dalších autorů. Napsal a nahrál i vlastní skladby pro klavír.
Makowicz buduje mosty mezi kulturami prostřednictvím četných koncertních vystoupení a nahrávek mezikulturních a mezistylových skladeb. S Varšavskou filharmonií, Moskevskou filharmonií, Národním symfonickým orchestrem ve Washingtonu, Královským filharmonickým orchestrem v Londýně a dalšími mezinárodně uznávanými tělesy provedl a nahrál Chopinovu a Gershwinovu hudbu. V roce 1999, při příležitosti 150. výročí Chopinova úmrtí, zahrál Adam Makowicz na francouzském velvyslanectví ve Washingtonu svou klavírní poctu Chopinovi. Jeho interpretace klasických skladeb Chopina a Gershwina se vyznačují jemností, nápaditostí a mimořádnou technickou virtuozitou.

## Nástroje
- Klavíry Bösendorfer - některá živá vystoupení v 90. letech a v roce 2000, některé nahrávky
- Klavíry Steinway & Sons - většina pódiových vystoupení se symfonickými orchestry a sólově od 50. let do roku 2000, některé nahrávky
- Klavíry Baldwin - některá vystoupení v USA
- Klavíry C. Bechstein Pianofortefabrik - živá vystoupení a některé nahrávky v Evropě
- Klavíry Bluthner - některá vystoupení v Evropě
- Klavíry Fazioli - některá vystoupení v Evropě
- Elektrické piano Rhodes - živé nahrávky v Evropě
- Klavíry Yamaha - některá vystoupení a studiové nahrávky

## Vybraná diskografie
·       1972 Newborn Light (Cameo) s Urszulou Dudziak
·       1973 Unit (Muza)
·       1975 Live Embers (Muza)
·       1977 Piano Vista Unlimited (Helicon)
·       1978 Adam (Columbia)
·       1978 Winter Flowers (Supraphon)
·       1981 From My Window (Choice Records)
·       1982 Classic Jazz Duets (Stash Records) s Georgem Mrázem
·       1983 The Name Is Makowicz Live (Sheffield Lab)
·       1986 Moonray (RCA)
·       1987 Naughty Baby (RCA)
·       1987 Interface (Sonet)
·       1989 Swiss Encounter (East-West) s Jamesem Morrisonem
·       1992 Plays Irving Berlin (VWC Records)
·       1993 The Music Of Jerome Kern (Concord)
·       1993 Adam Makowicz at Maybeck (Concord)
·       1994 Concord Duo Series Vol. 5 (Concord)
·       1994 My Favorite Things: The Music of Richard Rodgers (Concord)
·       1997 A Tribute To Art Tatum (VWC Records)
·       1997 A Handful of Stars (Chiaroscuro Records)
·       1998 Gershwin (Agencja)
·       2000 Reflections On Chopin (AM Records)
·       2000 Plays Duke Ellington (Showcase Records)
·       2003 Songs For Manhattan (AM Records)
·       2004 At The Carnegie Hall (Pomaton EMI) s Leszekem Mozdzerem
·       2005 From My Field (AM Records)
·       2007 Indigo Bliss (Universal Music)